# 佩里公園 (科羅拉多州)
佩里公園（英語：Perry Park）是位於美國科羅拉多州道格拉斯縣的一個人口普查指定地區。

## 地理
佩里公園的座標為39°15′00″N 104°59′10″W / 39.25000°N 104.98611°W，而該地最高點為海拔高度1971米（即6467英尺）。

## 人口
根據2010年美國人口普查的數據，佩里公園的面積為2.3平方千米，均為陸地。當地共有人口1646人，而人口密度為每平方千米715人。